# Naughty Henrietta
Naughty Henrietta è un cortometraggio muto del 1915 diretto da Frank Cooley. Prodotto dalla American Film Manufacturing Company su un soggetto dia Mrs. Howard Clark, il film aveva come interpreti Neva Gerber, Webster Campbell, King Clark, Kathryn Wilson.

## Trama
Nota per essere una formidabile civetta, Henrietta vuole spingere alla competizione alcuni suoi ammiratori su chi riuscirà a portarla a un ballo. L'opinione sugli uomini dell'amica Alice si dimostra diversa dalla sua e quando, al ballo, Henrietta mostra la sua ammirazione per Dan Matthews, Alice le rivela che lui non è quel tipo di uomo e che non resterà irretito dalle moine e dalla astuzie di una fraschetta. Non essendole stato presentato, Dan presta poca attenzione alle grazie della bella Henrietta che si ripromette, comunque, di conquistarlo.

A partire da febbraio, Dan comincia a ricevere con regolare cadenza mensile, la foto di un calendario che ritrae una bella ragazza a lui sconosciuta: si tratta di Henrietta, che ha inventato quella gabola per suscitare la curiosità dell'uomo. Dapprima Dan riceve il calendario con indifferenza, ma man mano che i mesi passano, comincia a dimostrare qualche interesse. Quando Bob, il suo migliore amico, deve portare all'altare Alice, lui è scelto come testimone dello sposo. Mentre i due uomini si trovano nell'appartamento di Dan, Bob nota le foto di Henrietta e lo prende in giro per avere nascosto la sua storia d'amore. L'amico gli spiega che non ha mai conosciuto la ragazza ritratta e Bob gli rivela che adesso la conoscerà per forza, perché è lei la damigella d'onore di Alice.

Quando i due finalmente si conoscono non passa molto che Dan fa la sua proposta di matrimonio. Il fidanzamento è annunciato, e ora Alice è ansiosa di conoscere tutta la storia, ma Henrietta mantiene rigorosamente il suo segreto.

## Produzione
Il film fu prodotto dalla American Film Manufacturing Company.

## Distribuzione
Distribuito dalla Mutual, il film - un cortometraggio in una bobina - uscì nelle sale statunitensi il 18 maggio 1915.